# Dora Diamant
Dora Diamant (Pabianice, 4 marzo 1898 – Londra, 15 agosto 1952) è stata un'insegnante e attrice polacca, ricordata soprattutto per essere stata l'ultima fidanzata di Franz Kafka.

## Biografia
Dora Diamant, dapprima conosciuta come Dworja Diament o Dymant, era una dei molti figli di Herschel Dymant, commerciante ebreo ortodosso di una comunità chassidica che dopo la morte della moglie si trasferì a Będzin. Qui Dora divenne adulta, rifiutando di sposarsi e insistendo che voleva studiare pedagogia. Nel 1918 andò a Cracovia, per poi diventare insegnante a Berlino, dove teneva corsi anche ad adulti.

### La relazione con Kafka
Nel 1923, dopo aver scelto l'ortografia Diamant per il suo cognome, era volontaria in una colonia di Graal-Müritz: lì incontrò Franz Kafka, ormai sofferente di tubercolosi. I due si innamorarono e non si lasciarono mai per tre settimane, facendo piani per vivere insieme. Dopo un ritorno a Praga, Kafka la raggiunse a Berlino, dove vissero insieme gli ultimi mesi di vita dello scrittore. A seguito di un necessario ricovero a Klosterneuburg e diversi progetti comuni (tra i quali l'idea di trasferirsi in Palestina e aprire un ristorante a Tel Aviv), Kafka morì davanti a lei il 3 giugno 1924, all'età di 40 anni. Era un periodo difficile anche economicamente a causa dell'iperinflazione del marco. Alla donna rimasero alcuni manoscritti di Kafka (che le furono poi sequestrati dalla Gestapo nel 1933). Nonostante Max Brod, amico e curatore delle opere di Kafka (per quanto l'autore avesse chiesto che venissero distrutte e lui stesso, insieme a Dora, ne avesse bruciate diverse) le avesse chiesto di dargliele, ella non volle cedere e tenne per sé le trentasei lettere che Kafka le aveva spedito.
Ricerche successive di Max Brod e Klaus Wagenbach negli anni 1950, e poi della Università statale di San Diego in California negli anni 1990, non hanno portato al loro ritrovamento e si teme che siano andate distrutte durante il crollo del nazismo.

### Dopo Kafka
Dora, che aveva studiato teatro al Dumont Drama Academy di Düsseldorf, lavorò anche come attrice di teatro, soprattutto in spettacoli per ragazzi in qualche modo attivisti in favore del sionismo e il comunismo di cui era seguace. Più tardi scrisse anche qualche articolo di critica teatrale sulla rivista Loshn un Lebn (yiddish per "Linguaggio e vita"). Negli anni 1930 aderì al Partito Comunista e sposò Lutz Lask, redattore del giornale Die Rote Fahne (trad. Bandiera rossa), quotidiano e organo del partito. I due ebbero una figlia, Franziska Marianne Łask (1934-1982).
Dora fuggì con la figlia dalla Germania nel 1936 e raggiunse il marito in Unione Sovietica, dove però l'attività e le idee politiche della coppia portarono nuovi problemi culminati con l'arresto di lui, spedito in Siberia dal regime stalinista.
Dora dovette abbandonare il paese riuscendo a rifugiarsi in Inghilterra appena prima che Adolf Hitler invadesse la Polonia nel 1939. Durante la guerra, fu internata con la figlia, in quanto straniere, nel "Port Erin Women's Detention Camp" dell'Isola di Man. Successivamente rilasciate, tornarono a Londra, dove Dora insegnò e fece l'interprete di yiddish, prodigandosi affinché la lingua dei suoi genitori non venisse dimenticata.
Nel 1950 riuscì finalmente a visitare Israele, come aveva sempre sognato. Due anni dopo morì e fu sepolta nell'United Synagogue Cemetery di Marlowe Road in East Ham a Londra, dapprima in forma anonima e dal 1999, per interesse di parenti e amici, in una tomba a suo nome. Solo nel 1973 Lutz Lask poté lasciare la Repubblica Democratica Tedesca, dove si era ritrovato a vivere senza più riuscire a sapere niente del destino di Dora, e finalmente incontrare la figlia. Lo stesso anno morì.
L'interesse verso Dora Diamant tornò attuale a seguito di una biografia che ha dimostrato, al di là di tutte le avventure successive, che il suo amore nei confronti di Kafka (o forse soprattutto quello di lui verso di lei), per quanto breve, ha assunto un'intensità che lo scrittore non aveva provato nei confronti delle sue precedenti "fidanzate" Felice Bauer, Milena Jesenská e Julie Wohryzek, anche considerando gli interessi che seppero condividere verso la Torah, il Talmud e la letteratura. Lei dirà anche che lui le lesse Hermann und Dorothea di Goethe, Die Marquise von O… di Kleist e Il gatto Murr di Hoffmann